# 林乾
林乾（?—?），福建南安人，光绪三十年（1904年）进士登第，授翰林院庶吉士，成為泉州最後一名進士。不久因病逝世。